# Café Schwarzenberg

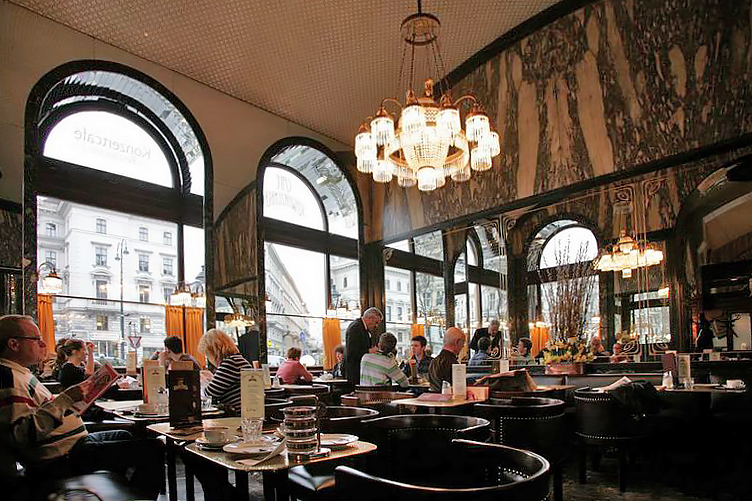
Salón para no fumadores del Café Schwarzenberg

El Café Schwarzenberg es un café de la Ringstraße, en el Distrito 1, centro de Viena. Su dirección es el 17 de Kärntner Ring, frente a la Schwarzenbergplatz. 
A diferencia de muchos otros cafés famosos de la ciudad, no contaba entre sus habituales a artistas ni literatos. Este establecimiento tiene también la particularidad de conservar la decoración de fines del siglo XIX.

## Historia

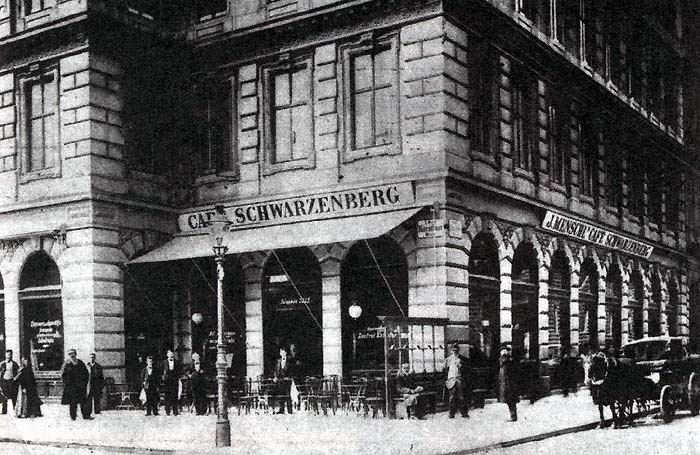
Antes de 1900. Letrero lateral: "J. Menschl' Cafe Schwarzenberg"

En 1861, durante la construcción de la Ringstraße (principal bulevar de Viena), el matrimonio Hochleitner 1861 abría el Café Schwarzenberg, que pronto se convertiría en lugar de encuentro de los economistas más célebres. Uno de los parroquianos más famosos fue el arquitecto Josef Hoffmann, cofundador de los talleres Wiener Werkstätte. Muchos de sus diseños comenzaron como bosquejos en las mesas del café. Durante la ocupación soviética tras las Segunda Guerra Mundial, el Ejército Rojo se apropió del local; en 1979 aún se podían observar agujeros de bala en sus paredes.

## El Café Schwarzenberg de hoy
Hasta el 1 de enero de 2008 el Café Schwarzenberg estuvo a cargo de la Oficina de Turismo Austriaca; en esa fecha fue adquirido, como parte de la Verkehrsbüro Kulinarik GmbH, por el Vivatis Gruppe. Como la mayoría de los café de la Ringstraße, dispone de un Schanigarten, es decir, que pone mesas en la acera. El Café Schwarzenberg es frecuentado por vieneses y turistas por igual. Además de eventos culturales (lecturas, exposiciones y veladas musicales) ofrece varios días a la semana música típica de café por las tardes. Durante la temporada de baile vienesa, este café es uno de los pocos que ofrecen el llamado Katerfrühstück (literalmente, desayuno de resaca), en el que los asistentes al baile, al término de este (a eso de las 4 de la madrugada) se recuperan con un pequeño Gulasch y un Seidl de cerveza.

## Enlaces web
- Wikimedia Commons alberga una categoría multimedia sobre Café Schwarzenberg.
- Sitio web oficial del Café Schwarzenberg

- Datos: Q262572
- Multimedia: Café Schwarzenberg / Q262572